# Apogon diversus
 Apogon diversus es una especie de pez de la familia de los apogónidos en el orden de los perciformes.

## Morfología
Las hembras pueden alcanzar los 7,8 cm de longitud total.

## Distribución geográfica
Se encuentran en las Filipinas.